# La Corona Alta
La Corona Alta és una muntanya de 1.864 metres que es troba al municipi de Baix Pallars, a la comarca del Pallars Sobirà.